# 第巴喇嘛
第巴喇嘛，驻锡内蒙古自治区阿拉善盟阿拉善左旗的福因寺（阿拉善北寺），是藏传佛教格鲁派的转世系统。

## 沿革
第一世第巴喇嘛格吉格米德图布登，是栋昆却济勒琶格巴之转世，被达赖派至阿拉善旗，帮助道布增·罗布生旦毕关布创建福因寺，作出很大贡献。后来称他为第巴喇嘛。第二世第巴喇嘛巴拉登鲁布僧丹增道尔吉。第三世第巴喇嘛罗布桑列格喜德加木素。第四世第巴喇嘛嘎拉僧加木素，2岁坐床为第巴喇嘛。

## 历世第巴喇嘛
以下不计追认，列出历世第巴喇嘛：
| 世数   | 生年 | 坐床年份 | 卒年 | 汉文姓名                        | 蒙古文姓名 |
| ------ | ---- | -------- | ---- | ------------------------------- | ---------- |
| 第一世 | ？   | ——       | ？   | 格吉格米德图布登                |            |
| 第二世 | ？   | ？       | ？   | 第巴喇嘛·巴拉登鲁布僧丹增道尔吉 |            |
| 第三世 | ？   | ？       | ？   | 第巴喇嘛·罗布桑列格喜德加木素   |            |
| 第四世 | ？   | ？       | ？   | 第巴喇嘛·嘎拉僧加木素           |            |